# Margarinotus kathmandu
Margarinotus kathmandu är en skalbaggsart som beskrevs av Miłosz A. Mazur 1984. Margarinotus kathmandu ingår i släktet Margarinotus och familjen stumpbaggar. Inga underarter finns listade i Catalogue of Life.